# Sooretamys angouya
Sooretamys angouya är en däggdjursart som först beskrevs av Fischer 1814.  Sooretamys angouya är ensam i släktet Sooretamys som ingår i familjen hamsterartade gnagare. Inga underarter finns listade i Catalogue of Life.
Arten förekommer i Paraguay, i sydöstra Brasilien och i nordöstra Argentina. Habitatet utgörs av större skogar och av galleriskogar. Individerna går på marken och klättrar i växtligheten.
Arten ingick fram till 2006 i släktet risråttor (Oryzomys).
Sooretamys angouya når en kroppslängd (huvud och bål) av 12,5 till 21,5 cm och svanslängd av 16 till 24 cm. Den har kraftiga och breda bakfötter som är 2,5 till 4,2 cm långa. Pälsen är allmänt lång och mjuk men några täckhår kan ha styvare spetsar. Håren på ovansidan kan ha gula, orange, ljusbruna eller svarta avsnitt vad som ger ett spräckligt utseende. Undersidan är täckt av blek gul, ljusbrun, ljusgrå eller vitaktig päls. På svansen förekommer mörkbruna till svartaktiga fjäll samt korta och lika färgade hår. Även öronen är täckta av hår. Vid bakfötternas tår har arten tofsar som täcker klorna. Vid nosen förekommer många långa morrhår.
Exemplar som hamnade i samma fälla som en andra gnagare dödade motståndaren. Brunstiga honor registrerades i oktober och november. Ungar hittades under juni.